# Amczagacza
Amczagacza, także Amczigacza (ros. Амчагача; Амчигача) – rzeka w Rosji, w południowo-zachodniej części półwyspu Kamczatka, prawy dopływ rzeki Bolszaja, wpadający do wytworzonego kilka kilometrów przed jej ujściem do Morza Ochockiego limanu nazywanego Limanem Mikojanowskim, oddzielonego od otwartego morza wąską mierzeją. 
Długość rzeki – 82 km, powierzchnia jej zlewni – 286 km²; jej dopływami są: Korowin (ok. 51 km od ujścia, prawy), Kasapow (35 km od ujścia, prawy), Bankowka (33 km od ujścia, prawy) i Rżawaja (25 km od ujścia, lewy); w dolnym swoim biegu na przestrzeni kilkunastu kilometrów Amczagacza łączy się z rzeką Bolszaja systemem licznych kanałów.
Amczagacza jest, jak większość kamczackich rzek, bogata w ryby łososiowate, przez co jest chętnie eksploatowana przez rybaków i wędkarzy. Przepływa przez wieś Ust´-Bolszerieck, ośrodek administracyjny rejonu ust´-bolszerieckiego.

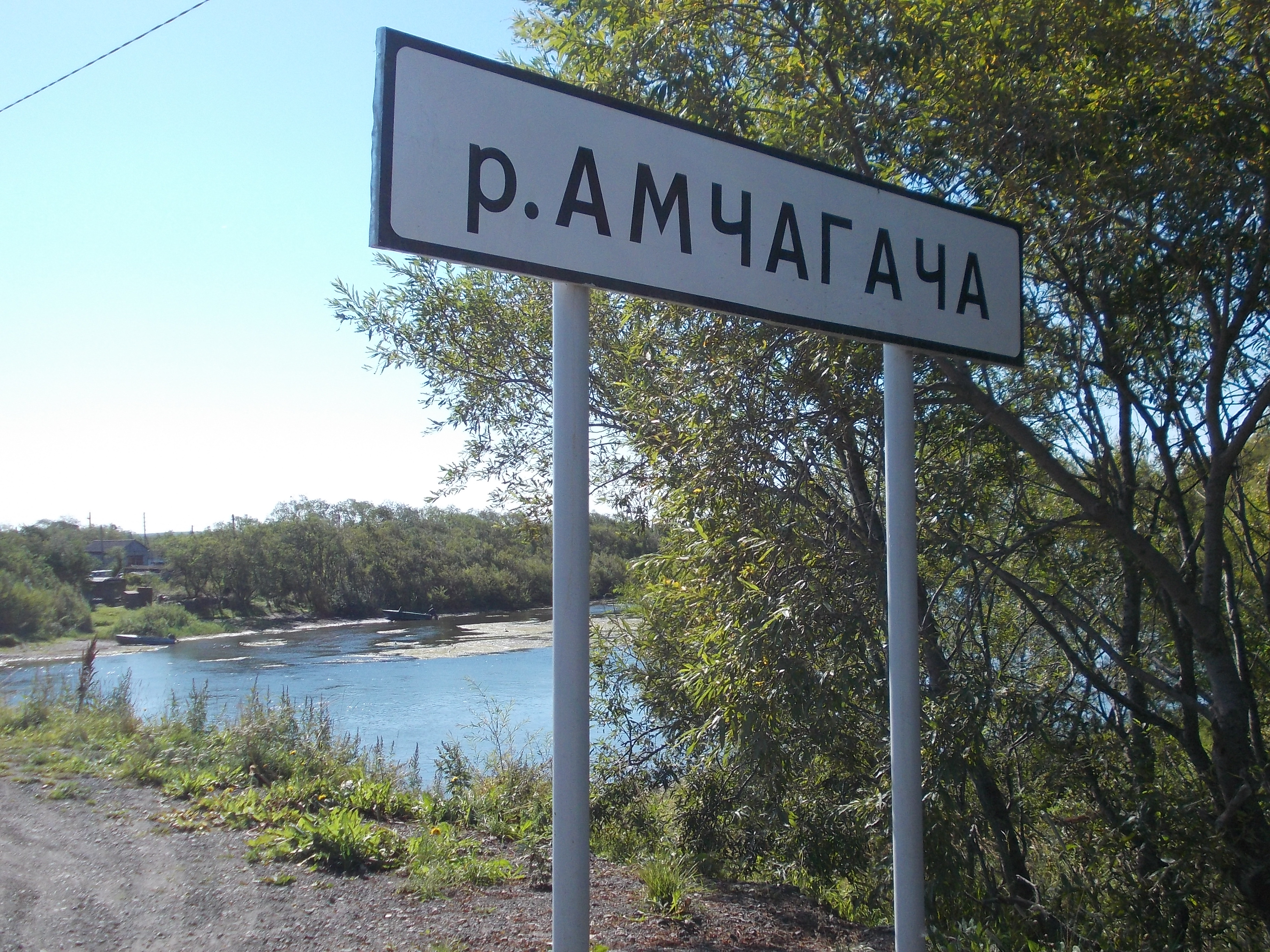
Wjazd na most nad rzeką Amczagacza

W wydanym w roku 1755 dziele Kraszeninnikowa pt. „Opisanie ziem Kamczatki” znajduje się fragment, z którego wynika, że Amczagacza nazywana była wówczas Amszygaczewa (w języku miejscowych Kamczadałów – Uauszkin, a w zapisie cyrylicą Уаушкин), a nazwa ta (jak również nazwa jednej z sąsiednich rzek – Czekawiny) wywodzi się od „kozackich imion Kamczadałów, Czekawy i Amszygacza, którzy nad nimi mieszkali”.